# Mont Govardhana
Le mont Govardhana (sanskrit : गोवर्धनगिरि) est une colline située près de la ville de Vrindavan dans l'État de l'Uttar Pradesh, en Inde ; elle est considérée comme sacrée par un certain nombre de traditions de l'hindouisme.

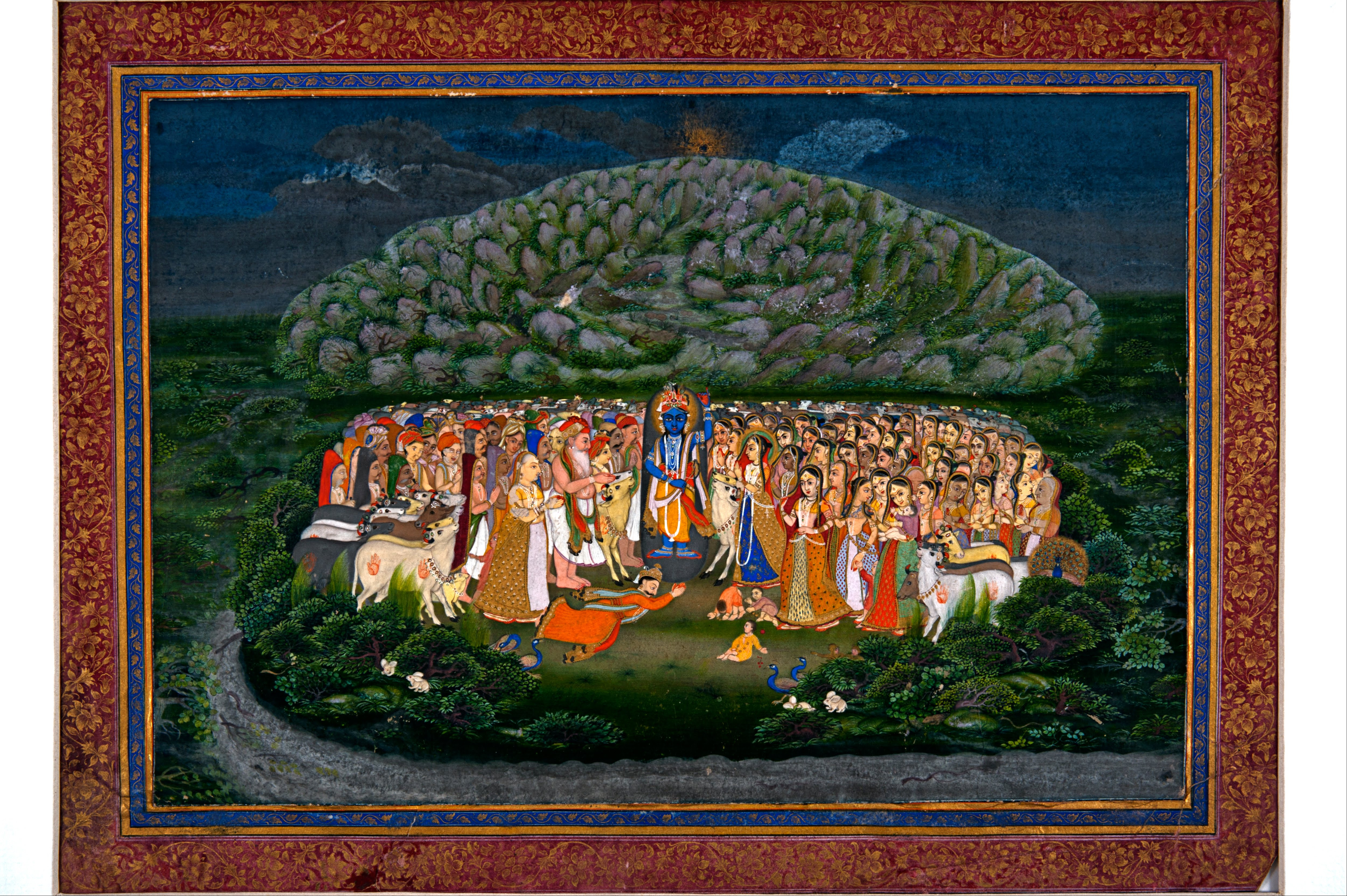
Krishna soulève le mont Govardhana pour protéger les habitants. Reconnaissant sa défaite, Indra se prosterne à ses pieds. — vers 1800, Musée national (New Delhi).

Cette colline est dédiée à Krishna. Il l'aurait soulevée pour protéger les habitants du lieu d'une colère du dieu Indra, colère qui avait pris la forme d'une pluie abondante.
Ce lieu est particulièrement important pour les traditions qui adorent Vishnou ou Krishna comme le Dieu Suprême (Ishvara), telle qu'on les trouve dans les environs de Govardhan (Vaishnavisme, et Vaishnavisme gaudiya).
Un grand nombre de pèlerins viennent visiter Govardhan chaque année et y accomplir le parikrama, la déambulation autour de la colline tout en priant, en chantant (bhajan) ou en pratiquant la méditation japa. La colline et la région environnante passent pour être les lieux où Krishna et Balarama se sont adonnés à des passe-temps spécifiques (lilas) lors de leur dernière incarnation sur terre.
Connue sous le nom de Govardhan ou de Giriraj, ce mont est le centre sacré de Vraja, et est considérée comme une forme naturelle de Krishna.